# Magdalena Fularczyk
Magdalena Fularczyk-Kozłowska (Wąbrzeźno, 16 settembre 1986) è una canottiera polacca.

## Palmarès
Olimpiadi
- 2 medaglie:
  - 1 oro (2 di coppia a Rio de Janeiro 2016)
  - 1 bronzo (2 di coppia a Londra 2012).

Mondiali
- 4 medaglie:
  - 1 oro (W2x a Poznań 2009)
  - 1 argento (W2x a Amsterdam 2014)
  - 2 bronzi (W2x a Hamilton 2010, W4x a Chungjiu 2013).

Europei
- 6 medaglie:
  - 2 ori (W2x a Belgrado 2014, W2x a Poznań 2015)
  - 4 argenti (W2x a Atene 2008, W2x a Montemor-o-Velho 2010, W4x a Plovdiv 2011, W2x a Siviglia 2013).